# 1626
1626 (MDCXXVI) fue un año común comenzado en jueves según el calendario gregoriano.

## Acontecimientos
- 27 de enero: El río Tormes se desborda inundando Salamanca .
- 5 de marzo: Tratado de Monzón.
- 5 de abril: Un terremoto de 6,0 sacude la localidad italiana de Girifalco dejando 100 fallecidos.
- 28 de junio: Un terremoto de 7,0 sacude el condado de Lingqiu, en China, dejando un saldo de 5.200 fallecidos.
- Publicación de la obra de Quevedo La vida del Buscón.

## Nacimientos
- 18 de febrero: Francesco Redi, poeta italiano.
- 21 de marzo: San Pedro de San José Betancur; religioso español y santo cristiano.

## Fallecimientos
- 9 de abril: Francis Bacon, filósofo renacentista.
- 14 de mayo: Cristoforo Roncalli, pintor italiano (n. 1553)
- 25 de septiembre: Théophile de Viau, escritor francés (n. 1590)
- 12 de diciembre: Alejandro de Loarte, pintor bodegonista español (n. c. 1590)